# 福岡県道776号松田大江線
福岡県道776号松田大江線（ふくおかけんどう776ごう まつだおおえせん）は、福岡県みやま市を通る一般県道である。

## 概要
みやま市瀬高町松田からみやま市瀬高町大江に至る。全線2車線の道路であるが、一部歩道のない区間がある。

### 路線データ
- 起点：福岡県みやま市瀬高町松田（松田東交差点、国道443号交点）
- 終点：福岡県みやま市瀬高町大江（真木南交差点、国道209号交点）

## 路線状況

### 道路施設

#### 橋梁
- 栗田橋（みやま市）
- 広安橋（返済川、みやま市）
- 真木橋（みやま市）

## 地理

### 通過する自治体
- みやま市

### 交差する道路
| 交差する道路 | 交差する場所 | 交差する場所        |
| ------------ | ------------ | ------------------- |
| 国道443号    | 瀬高町松田   | 松田東交差点 / 起点 |
| 国道209号    | 瀬高町大江   | 真木南交差点 / 終点 |

### 交差する鉄道
- 九州新幹線
- 鹿児島本線

### 沿線
- 八ちゃん堂本社、山川工場
- みやま市立大江小学校
- 舞ハウス（市の公民館的施設）
- 県営町営下小川団地
- みやま市立南小学校
- 南瀬高郵便局
- JAみなみ筑後南瀬高支所
- 瀬高警察署南瀬高駐在所
- JR九州鹿児島本線 南瀬高駅
- 農村環境改善センター（市の公民館的施設）